# Tisserand (cavallo)
Tisserand (da Nadjar e Tandina) purosangue inglese, maschio grigio del 1985 vincitore del Derby italiano di galoppo nel 1988 presso l'ippodromo romano delle Capannelle allenato da Mario Vincis e di proprietà dell'Azienda Agricola All. La Madia, montato dal fantino Vincenzo Mezzatesta.